# Macrovipera mauritanica
La vipera della Mauritania (Macrovipera mauritanica (Duméril and Bibron, 1848)) è un serpente appartenente alla famiglia dei Viperidi (sottofamiglia Viperinae).

## Descrizione
Grossa vipera con colore di fondo giallo sabbia o bruno, macchie più scure rotondeggianti distribuite lungo il dorso. Il ventre è crema bianco e la testa appare di forma molto triangolare.
Può raggiungere e superare i 150 cm di lunghezza con il tronco largo fino a 7 cm.

## Biologia
Gli accoppiamenti si hanno ad aprile e le femmine partoriscono verso la fine di agosto
Si nutre di piccoli roditori e nidacei, è una vipera molto timida ma che non esita ad attaccare durante il periodo riproduttivo o se molestata ed è molto pericolosa per l'uomo. Il veleno di questa specie - come anche nella maggior parte dei viperidi - presenta una violenta azione emotossica ed emolitica.

## Distribuzione e habitat
Il suo areale comprende: Marocco, Algeria costiera e subcostiera e Tunisia settentrionale ed è facile incontrare questo serpente nei pendii assolati delle steppe sabbiose e rocciose.

## Stato di conservazione
Questa specie è classificata come Near Threatened (NT) secondo la Red List of Threatened Species della IUCN. Essa è stata classificata in questo modo in quanto si trova in uno stato di declino (ma ad un tasso di meno del 30% su dieci anni) a causa della persecuzione a cui è soggetta, della mortalità accidentale e dell'eccesso di caccia, e pertanto la situazione è molto vicina alla condizione di Vulnerable.